# Teoría microbiana de la enfermedad

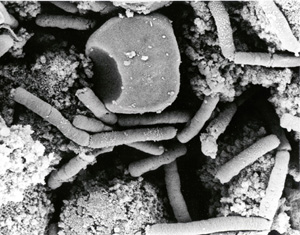
Bacteria de Anthrax

La teoría microbiana de la enfermedad o teoría germinal de las enfermedades infecciosas es una teoría científica que propone que los microorganismos son la causa de una amplia gama de enfermedades. Estos pequeños organismos, casi todos demasiado pequeños para verlos a simple vista, invaden a los humanos, animales y otros huéspedes. Su crecimiento y reproducción dentro del portador puede producir una enfermedad.  "Germen" o "microbio" puede referirse a un virus, bacteria, protista, hongo o prion. Los microorganismos causantes de enfermedades son llamados patógenos y las enfermedades que causan son llamadas enfermedades infecciosas.
Aun cuando el patógeno es la principal causa de una enfermedad infecciosa, factores personales como la herencia genética, la nutrición, la fortaleza o debilidad del sistema inmunológico, y el ambiente y los hábitos higiénicos, a menudo influencian la gravedad de la enfermedad y la probabilidad de que un individuo en particular se infecte tras ser expuesto al patógeno.
La teoría germinal fue un descubrimiento científico realizado en la segunda mitad del siglo XIX demostrada por Louis Pasteur y que reemplazó anteriores explicaciones para la enfermedad, como la teoría miasmática o la teoría de los humores. Aunque fue muy controvertida cuando se propuso, es ahora fundamental en la medicina moderna y la microbiología clínica, conduciendo a innovaciones tan importantes como el desarrollo de vacunas y antibiótico, la esterilización, y la higiene, como métodos efectivos contra la propagación de enfermedades contagiosas.
Robert Koch logró probar la teoría germinal de las enfermedades infecciosas tras sus investigaciones en tuberculosis, siendo por ello galardonado con el premio Nobel en Medicina y Fisiología en el año 1905. Estableció lo que se ha denominado desde entonces los postulados de Koch, mediante los cuales se estandarizaban una serie de criterios experimentales para demostrar si un organismo era o no el causante de una determinada enfermedad. Estos postulados se siguen utilizando hoy en día.

## Historia
Tradicionalmente desde Hipócrates hasta Pasteur, la visión de la medicina antigua era que las enfermedades provenían de adentro del cuerpo debido a un desequilibrio de humores, en vez de ser creadas por microorganismos que se expandían entre personas a través del aire o material contaminado.

### Antigüedad
La Ley Mosaica, dentro de los primeros cinco libros de la Biblia hebrea, contiene los primeros pensamientos registrados de contagio en la propagación de enfermedades, en contraste con la tradición médica clásica y los escritos hipocráticos. Específicamente, presenta instrucciones sobre cuarentena y lavado en relación con la lepra y enfermedades venéreas. El Átharva Vedá es el primer texto antiguo que menciona a la medicina. El texto identifica las causas de la enfermedad como agentes causales vivos como el iatudhānia, el kimīdi, el krimi y el durṇama. El texto explica cómo matarlos con una variedad de hierbas a fin de contrarrestar la enfermedad (véase XIX.34.9).
El historiador griego Tucídides (c. 460 -  c. 400 a. C.) fue la primera persona en escribir, en su relato de la plaga de Atenas, que las enfermedades podían transmitirse de una persona infectada a otras. Una teoría de la propagación de enfermedades contagiosas que no se propaga por contacto directo fue que eran propagación por esporas -como "semillas" (latín : Semina) que estaban presentes y eran dispersabes por el aire. En su poema, De rerum natura (Sobre la naturaleza de las cosas, c. 56 a. C.), el poeta romano Lucrecio (c. 99 a. C. - c. 55 a. C.) afirmó que el mundo contenía varias "semillas", algunas de las cuales podían enfermar una persona si fueron inhalados o ingeridos.
En De agricultura de Marcus Terentius Varro (publicado en el 36 a. C.) hay una advertencia sobre encontrar una granja en la proximidad de las ciénagas:

...y porque hay criadas ciertas criaturas diminutas que no pueden verse con los ojos, que flotan en el aire y entran en el cuerpo a través de la boca y la nariz y allí causan graves enfermedades.

El médico griego Galeno especuló en su obra Sobre las causas iniciales (c. 175 d. C.) que algunos pacientes podrían tener "semillas de fiebre". En su Sobre los diferentes tipos de fiebre (c. 175 d. C.), Galeno especuló que las plagas se propagaban por "ciertas semillas de plaga", que estaban presentes en el aire. Y en sus Epidemias (c. 176-178 d. C.), Galeno explicó que los pacientes podrían recaer durante la recuperación de la fiebre porque alguna "semilla de la enfermedad" acechaba en sus cuerpos, lo que causaría una recurrencia de la enfermedad si los pacientes no siguió el régimen terapéutico de un médico.

### Edad Media
Durante la Alta Edad Media, Isidoro de Sevilla (c. 560–636) mencionó "semillas portadoras de plagas" (pestifera semina) en su Sobre la naturaleza de las cosas (c. 613 d. C.).
En el Canon de medicina (1020), Abū Alī ibn Sīnā (Avicena) expuso que la secreción corporal está contaminada por cuerpos terrenales exteriores sucios antes de estar infectado. También descubrió la naturaleza contagiosa de la tuberculosis y otras enfermedades infecciosas, e introdujo la cuarentena como una manera de limitar la propagación de enfermedades contagiosas.
Cuando la peste bubónica de la Peste Negra llegó a al-Ándalus en el siglo XIV, Ibn Jatima supuso que las enfermedades infecciosas eran causadas por «cuerpos diminutos» que entraban en el cuerpo humano y causaban la enfermedad. Otro médico andaluz del siglo XIV, Ibn al-Jatib, escribió un tratado llamado De la peste, en donde afirma:

La existencia de contagio es conocida por la experiencia, la investigación, la evidencia de los sentidos, y los informes fidedignos. Estos hechos constituyen un argumento de peso. El hecho de la infección se vuelve claro al investigador que nota cómo aquel que establece contacto con el afligido coge la enfermedad, mientras que aquel que no está en contacto permanece sano, y cómo la transmisión es afectada a través de prendas, vasijas y pendientes.

E 1345, Tommaso del Garbo (c. 1305-1370) de Bolonia, Italia, mencionó las "semillas de la peste" de Galeno en su obra Commentaria non-parum utilia in libros Galeni (Comentarios útiles sobre los libros de Galeno).

### Edad Moderna
Girolamo Fracastoro en 1546 fue el primero en sostener una hipótesis más o menos precisa de que las enfermedades epidémicas estaban causadas por agentes vivos, los cuales se podían transmitir por contacto de objetos contaminados o incluso el aire.
El médico italiano Francesco Redi proporcionó una prueba contra la generación espontánea. Ideó un experimento en 1668 donde usó tres jarras. Puso un pastel de carne en cada una de las tres jarras. Tuvo una de las jarras abierta, otra cerrada herméticamente, y la última cubierta con gasa. Después de unos días, observó que el pastel de carne en la jarra abierta estaba cubierto por gusanos, y la jarra cubierta con gasa tenía gusanos en la superficie de la gasa. No obstante, la jarra cerrada herméticamente no tenía gusanos ni dentro ni fuera. También se dio cuenta de que los gusanos sólo se encontraban en superficies que eran accesibles por moscas. Por esto concluyó que la generación espontánea no era una teoría plausible.
Los microorganismos fueron observados directamente por primera vez por Anton van Leeuwenhoek, que está considerado el padre de la microbiología.
En 1700, el médico Nicolas Andry argumentó que los microorganismos que él llamaba "gusanos" eran responsables de la viruela y otras enfermedades.
En 1720, Richard Bradley teorizó que la plaga y "todos los malestares pestilentes" fueron causados por "insectos venenosos", criaturas vivientes visibles sólo con la ayuda de microscopios.
En el Imperio Español, Eugenio Espejo (Quito, 1747-1795), en su obra “Reflexiones acerca de un método para preservar a los pueblos de viruelas”, publicada en 1785, propuso que el origen de las enfermedades infecciosas se debe, no a maldiciones divinas sino a causas biológicas, y que para evitar su dispersión se deben de implementar medidas higiénicas.
El médico italiano Agostino Bassi es a menudo reconocido por haber expuesto la teoría microbiana de la enfermedad por primera vez, basándose en sus observaciones en la letal y epidémica enfermedad de la muscardina de los gusanos de seda. En 1835 culpó específicamente de las muertes de los insectos a un agente vivo y contagioso que era visible a ojo desnudo como multitud de esporas polvorientas; estos hongos microscópicos fueron posteriormente llamados Beauveria bassiana en su honor.

### Edad Contemporánea
Ignacio Felipe Semmelweis fue un obstetra húngaro que trabajó en el Hospital General de Viena en 1847, quien observó la alta mortalidad de fiebre puerperal entre mujeres que parían en el hospital (30%), contrapuesta a la presentada en partos domiciliarios, que podían considerarse relativamente seguros. Investigando más, Semmelweis hizo la conexión entre la fiebre puerperal y los reconocimientos médicos practicados a las mujeres de parto por los doctores. Se percató que estos médicos venían directamente de las autopsias. Afirmando que la fiebre puerperal era una enfermedad contagiosa y que material proveniente de las autopsias estaba implicado en su desarrollo, Semmelweis hizo a los doctores lavarse sus manos con agua y cal antes de examinar mujeres embarazadas, reduciendo de ese modo la mortalidad del parto a menos del 2% en su hospital. Sin embargo, él y sus teorías fueron atacados sin piedad por la mayoría del sistema médico vienés.
John Snow contribuyó a la formación de la teoría microbiana cuando localizó el foco del brote de cólera de 1854 en el barrio londinense del Soho. El análisis estadístico de los casos de afectados mostró que el brote no concordaba con la teoría miasmática que estaba extendida en ese tiempo. Contrario al modelo de contagio, identificó beber agua como el causante de la transmisión de la enfermedad. Descubrió que ocurrieron casos en las casas que obtenían su agua de la fuente de Broad Street, que, no casualmente, estaba en el centro del brote.
Louis Pasteur demostró entre 1860 y 1864 que la fermentación y el desarrollo de microorganismos en caldos de nutrientes no procedía de la generación espontánea. Expuso caldo recién hervido al aire en vasijas que contenían un filtro para impedir que todas las partículas pasaran al medio de cultivo: e incluso sin ningún filtro, con el aire siendo admitido por un largo y tortuoso tubo que no dejaría pasar partículas de polvo. No creció nada en los caldos, por tanto los organismos vivos que crecieron en estos caldos venían de fuera, como esporas en el polvo, en vez de ser generadas dentro del caldo.
Expuso la "teoría germinal de las enfermedades infecciosas", según la cual toda enfermedad infecciosa tiene su causa (etiología) en un germen con capacidad para propagarse entre las personas, además de ser el causante de procesos químicos como la descomposición y la fermentación, y su causa no provenía de adentro del cuerpo debido a un desequilibrio de humores como se creía tradicionalmente.
Sus experimentos refutaron la generación espontánea y crearon el principio Omne vivum ex vivo (Toda vida sale de vida, en latín), clave en la actual teoría celular. Las consecuencias prácticas de su teoría lo llevaron al desarrollo de vacunas para varias enfermedades y la impulsión de la higiene como método efectivo contra el contagio de las enfermedades.